# Lobocheilos falcifer
Lobocheilos falcifer es una especie de peces de la familia de los Cyprinidae en el orden de los Cypriniformes.

## Morfología
Los machos pueden llegar alcanzar los 33,5 cm de longitud total.

## Hábitat
Es un pez de agua dulce.

## Distribución geográfica
Se encuentra  Java (Indonesia) y Sarawak (Borneo, Malasia); quizá en Sumatra.